# Witenagemot
 (octobre 2024).

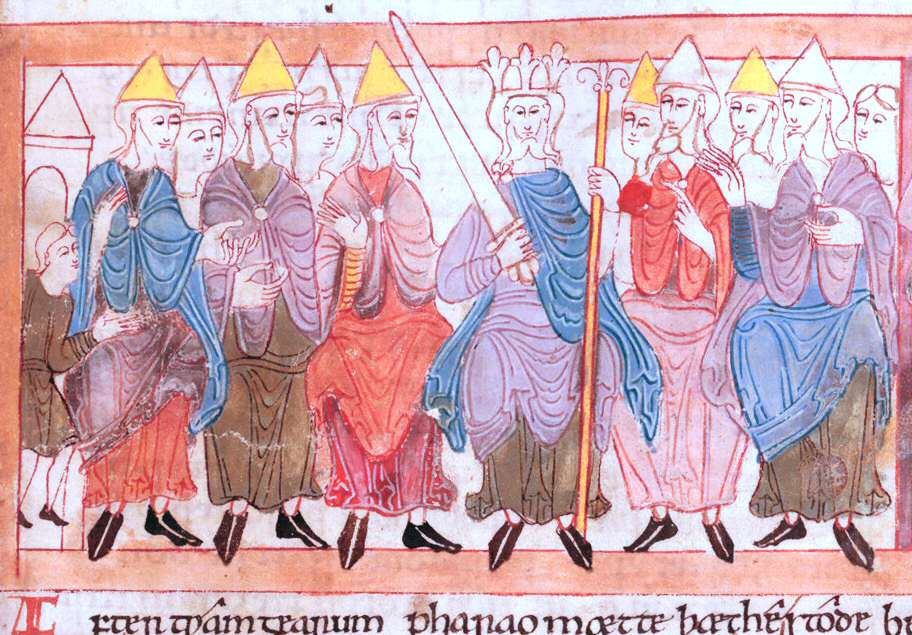
Un roi anglo-saxon avec son Witan, miniature de lHexateuque vieil-anglais.

Le Witenagemot (également appelé Witan) était une institution politique dans l'Angleterre anglo-saxonne entre approximativement les VIIe et XIe siècles. Le nom witenagemot dérive du vieil anglais « rencontre de sages » (witan : sage ou conseiller; gemot : assemblée). C'était une assemblée des personnalités les plus importantes et les plus puissantes du royaume, et incluait les membres du haut clergé, les comtes (earls) et les barons (thegns). Ce mot est à rapprocher du mot scandinave Þing (thing) qui désignait une assemblée des notables locaux ou du mot AlÞing qui désignait le premier parlement islandais. Ceci se retrouve aussi avec les mots Earl et Jarl. 
Le witan trouve ses origines dans les assemblées gothiques organisées pour assister aux dons royaux de terre. Avant l'unification de l'Angleterre, au IXe siècle, des witans existaient individuellement pour les royaumes d'Essex, de Kent, de Northumbrie, de Sussex et de Wessex. Même après que le Wessex devint le pouvoir dominant en Angleterre en supplantant les autres royaumes, des witans locaux continuèrent de s'organiser jusqu'en 1065.
Convoqués par le roi (puis par les comtes régionaux), les witans débattaient de l'administration et de l'organisation du royaume, ou encore des taxes, de la jurisprudence et de la sécurité intérieure et extérieure. Le witan servait également à légitimer les successions des nouveaux monarques : il élisait qui serait le prétendant le plus apte à diriger le royaume, et donc pas forcément un des enfants du précédent roi. Les rois et comtes pouvaient également être destitués par le witan : Sigeberht de Wessex en 757 et Æthelwald Moll de Northumbrie en 765 connurent ce sort.
Le witan était donc une sorte d'ancêtre du Parlement, mais disposait de pouvoirs différents et de limitations de taille : les procédures, calendriers ou lieux de rencontre n'étaient pas établis. Le roi jouait un rôle qui se rapproche beaucoup de celui de président. Le witan était donc une sorte de contrôle du pouvoir royal et permettait d'éviter l'autocratie et d'assurer la bonne marche des interrègnes. 
Les witans s'organisaient au moins une fois par an. Il n'y avait pas d'emplacement fixé : il eut lieu dans au moins 116 emplacements connus, comprenant Amesbury, Cheddar, Gloucester, Londres et Winchester. Il s'agissait souvent de domaines royaux, mais certains étaient organisés en plein air sur des rochers promontoires, des collines, des prairies et même des arbres célèbres.
Le witan le plus connu fut celui du 5 janvier 1066 pour approuver la succession de Harold Godwinson après la mort d'Édouard le Confesseur. La décision ne fut effective que quelques mois jusqu'à l'invasion des Normands en 1066, qui remplacèrent le witan par la curia regis (cour du roi). La curia regis fut néanmoins appelée « witan » par les chroniqueurs jusqu'au XIIe siècle.